# Автобус матерей
«Автобус матерей» (англ. Mothers' Bus, ивр. אוטובוס האימהות‎) — распространённое в литературе название эпизода арабо-израильского конфликта, произошедшего 7 марта 1988 года в Негеве (Израиль). Трое боевиков организации ООП, проникших на территорию Израиля в ночь с 6 на 7 марта, захватили автобус с 11 пассажирами — сотрудниками Ядерного исследовательского центра — и потребовали освободить всех находящихся в заключении в Израиле палестинцев. После того, как боевики начали убивать заложников, сотрудники спецподразделения ЯМАМ взяли автобус штурмом, в ходе которого были убиты все трое террористов. Погибли также в общей сложности три заложника — мужчина и две женщины.

## Захват заложников
В ночь с 6 на 7 марта 1988 года трое членов Организации освобождения Палестины (по некоторым источникам — из «Подразделения 17») проникли из Египта на территорию Израиля, перейдя границу западнее Мицпе-Рамона. Боевики были вооружены автоматами Калашникова, пистолетом-пулемётом Carl Gustaf и ручными гранатами. В 6:45 утра неподалёку от тюрьмы «Нафха» они захватили армейский автомобиль «Рено». Пассажирами автомобиля были четыре офицера АОИ, ехавшие в нём невооружёнными и не оказавшие сопротивления боевикам. Захватив автомобиль, боевики двинулись на нём в сторону Димоны, обстреливая на ходу встречные машины.
После получения сообщений о происходящем военные и полицейские силы развернули заслоны на предполагаемых направлениях движения захваченного автомобиля. Примерно в 7:15 террористы протаранили полицейскую баррикаду на перекрёстке Димона-Иерухам и поехали дальше, ведя беспорядочный огонь. Их преследовала полицейская машина. В 7:40 утра из-за пробитой шины боевики были вынуждены остановиться. Это произошло на перекрёстке неподалёку от бедуинского посёлка Арара-ба-Негев. Там они остановили и захватили автобус, который вёз на работу сотрудников Ядерного исследовательского центра в Димоне. Водитель автобуса, Цви Бендель, сумел выпустить часть пассажиров через заднюю дверь и также покинул автобус. Тем не менее террористам удалось взять в заложники 11 пассажиров — десять женщин и одного мужчину. Поскольку большинство заложниц были женщинами среднего возраста и матерями семейств, впоследствии этот эпизод получил название «Автобус матерей».

## Операция по освобождению
К месту, где находился захваченный автобус, начали стягиваться армейские и полицейские силы. Хаим Бенаюн, командующий Негевским полицейским округом, вступил с боевиками в переговоры. Тем временем шло срочное совещание с участием министра обороны Израиля Рабина, начальника Генерального штаба АОИ Шомрона и командующего Южным округом АОИ Мордехая. Захватчики потребовали доставить к месту переговоров представителей Международного Красного Креста, а затем выдвинули требование об освобождении всех палестинских заключённых, содержащихся в израильских тюрьмах. Заподозрив, что ведущие переговоры израильтяне сознательно затягивают время, они пригрозили, что будут каждые полчаса убивать по одному заложнику.
Были вызваны части специального назначения армии (Спецназ Генерального штаба) и полиции (ЯМАМ), однако первым по ошибке было передано неверное место операции, в результате чего они не прибыли на место до начала основных событий. Из показаний пассажиров, сумевших покинуть автобус, офицеры ЯМАМ сумели установить число захватчиков и их место в автобусе. Полицейские снайперы держали боевиков на прицеле, но приказа открыть огонь не поступало.
Наконец, боевики привели свою угрозу в исполнение и убили Виктора Рама — единственного мужчину из числа заложников. В исследовании 2010 года указывается, что тогда же была убита заложница Мирьям Бен-Яир (это в частности подтверждают слова одной из выживших пассажирок). После этого снайперский огонь стал невозможен, и был отдан приказ о немедленном штурме автобуса силами ЯМАМ. В ходе штурма, начавшегося в 10:30 и продолжавшегося 30 секунд, были убиты все трое террористов. Число убитых заложников достигло трёх: помимо Рама и Бен-Яир, погибла ещё одна пассажирка автобуса — Рина Ширацки. Источники расходятся в том, как погибли две женщины-заложницы: некоторые из них пишут, что женщины погибли от огня израильских спецназовцев, другие же пишут, что все трое заложников были убиты членами ООП (в том числе указывая, что штурмовавшим автобус были даны специальные инструкции не подвергать опасности заложников). Число раненных в ходе штурма, по разным данным, составило от двух до восьми человек.

## Последствия
Проведённое после теракта следствие установило, что за неделю до захвата автобуса компания, занимавшаяся перевозкой сотрудников Ядерного центра в Димоне, отказалась от услуг вооружённого охранника. В прессе высказывались мнения, что если бы автобус, как и прежде, сопровождал охранник, захват бы не состоялся. Офицеры, ехавшие безоружными в армейском автомобиле, захваченном боевиками в начале событий, были приговорены военным судом к 35 дням ареста. Начальник Генерального штаба Дан Шомрон лично выступил с заявлением, что военнослужащие, трое из которых служили в школе подготовки офицеров, нарушили прямой приказ, передвигаясь без оружия.
В последовавшем за акцией в Негеве коммюнике радио ООП в Багдаде было заявлено, что она представляла собой ответ на убийство трёх членов ООП в Лимасоле (Кипр) 14 февраля того же года. Посол Израиля в ООН Биньямин Нетаньяху обратился к Генеральному секретарю ООН с письмом, в котором увязывал теракт в Негеве с попытками схожих акций, организованными ООП на севере Израиля — боевые группы были перехвачены в течение предшествующей недели близ Нагарии и кибуца Малькия, — а также с покушением на жизнь госсекретаря Джорджа Шульца, совершённым 4 марта в Иерусалиме. Нетаньяху расценил эти события как организованную попытку воспрепятствовать мирному процессу. Некоторые источники называют захват «Автобуса матерей» непосредственным поводом к последовавшей через несколько недель ликвидации одного из лидеров ООП Абу Джихада в Тунисе силами израильского спецназа.